# Billy Keys
William Amar Keys, detto Billy (Chicago, 26 ottobre 1977), è un ex cestista e allenatore di pallacanestro statunitense, professionista nella CBA e in Europa.
È alto 188 cm e pesa 95 kg e giocava nel ruolo di playmaker.

## Carriera
Nella stagione 2006-07 ha giocato con la Pallacanestro Varese; in passato ha giocato anche con il Saragozza, nella Liga ACB spagnola, e con il Roseto Basket.

## Palmarès
- Campione CBA (2004)
- Campionato ucraino: 1

Budivelnyk Kiev: 2010-11